# Deusto Business School (Bilbao)
La Deusto Business School de Bilbao es el campus de Bilbao, País Vasco (España), de la Deusto Business School, la escuela de negocios y economía de la Universidad de Deusto. Ha sido tradicionalmente conocida por el alias Universidad Comercial de Deusto o La Comercial.

## Historia
Fundada en 1916, la Universidad Comercial de Deusto fue el primer centro español en impartir estudios de Economía y Dirección de Empresas con rango universitario. Se creó a partir del legado de los hermanos Pedro y Domingo de Aguirre, y de su sobrino Pedro de Icaza, fundador de la Facultad.

### Los hermanos Aguirre
Pedro y Domingo de Aguirre, naturales de Berango, Vizcaya, emigraron en el siglo XIX a América, donde, en contacto con los emigrantes vascos que ya llevaban tiempo allí, notaron la ausencia de una formación sólida en materia de economía y empresa.
De vuelta a Bilbao, en plena época de la industrialización vizcaína, los hermanos Aguirre dedicaron su legado a la creación de un centro dedicado a impartir estudios de Economía, a semejanza de los existentes en Inglaterra o Estados Unidos. Así se lo comunicaron a su sobrino, Pedro de Icaza y Aguirre, que, a la muerte de sus tíos, creó la Fundación Vizcaína Aguirre para la gestión del legado de los hermanos Aguirre y el cumplimiento de su mandato. Apoyado por la clase empresarial vasca, Icaza inició los preparativos para la creación de la que sería Universidad Comercial.
La Fundación Vizcaína Aguirre adquirió los terrenos, costeó el edificio y, durante décadas, mantuvo económicamente el nuevo centro de estudios, cuya dirección dejó en manos de la Compañía de Jesús. En su discurso de apertura, el padre Chalbaud pidió la colaboración "de cuantos en la industria y el comercio viven" para lograr el objetivo fundacional de La Comercial: "formar los jefes de empresa, los hombres de negocios, los gerentes; en una palabra, los directores".

### Eficacia
El primer plan de estudios, diseñado por el mismo padre Chalbaud, respondía a un único fin: "eficacia". El título, denominado Licenciado en Ciencias Económicas, con sus doctorados en Especialidades, no existía en España (la primera Facultad oficial se creó en 1943). Se diseñó con una imprescindible dimensión ética "para la formación del hombre completo".
La primera clase de La Comercial se compuso de 21 alumnos, de los cuales se licenciaron 10 en la primera promoción de la Facultad en 1921. Al año siguiente, y desde la propia Fundación Vizcaína Aguirre, se creó la Asociación de Licenciados de La Comercial.
Disuelta la Compañía de Jesús en 1932 tras el advenimiento de la II República, la Universidad de Deusto devolvió la Facultad a la Fundación Vizcaína Aguirre, y Francisco de Icaza, hijo del fundador, asumió la dirección del centro.

### Crisis en la Facultad

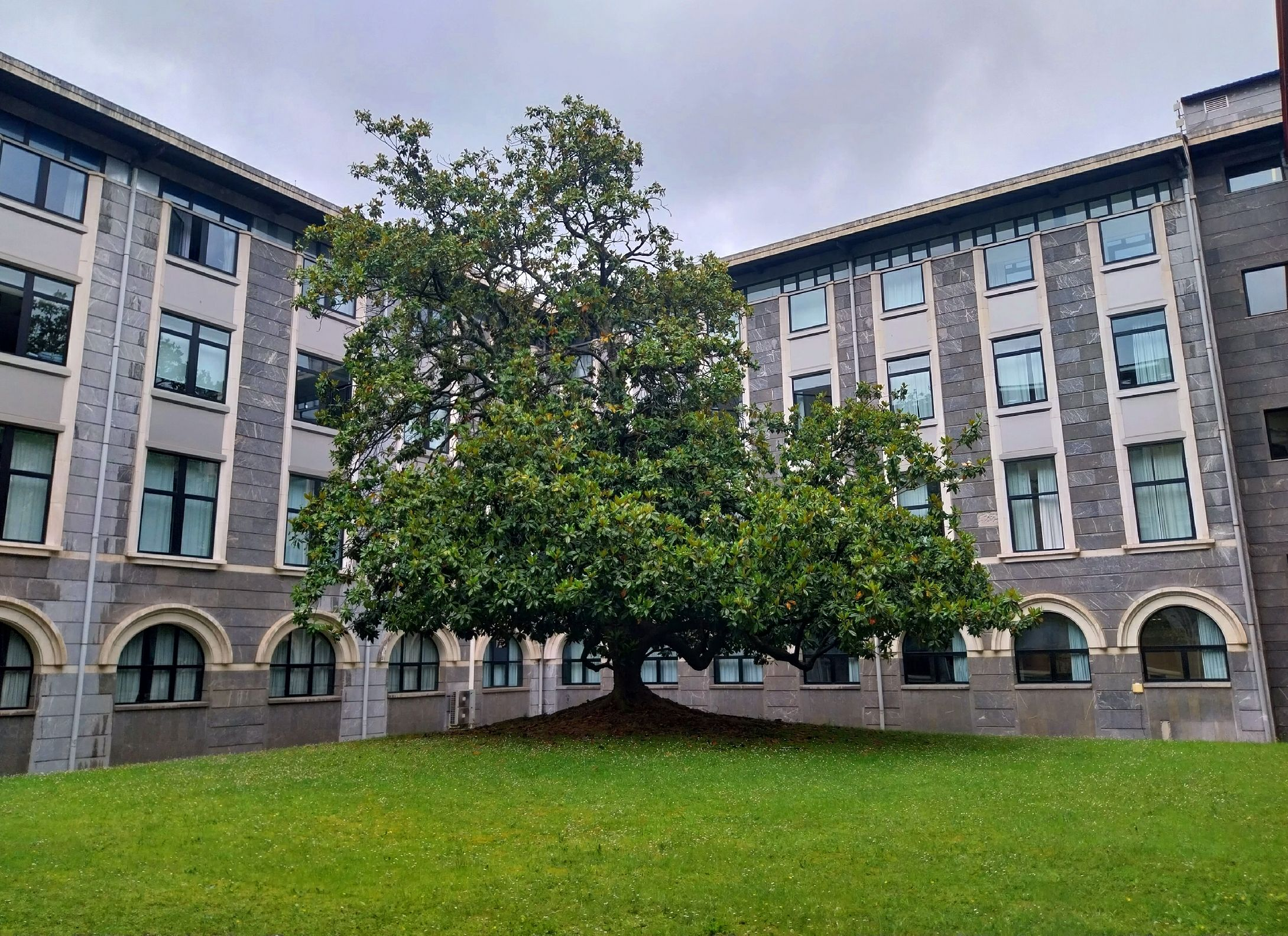
Uno de los dos patios de La Comercial

En 1951, veinte años más tarde, Francisco de Icaza fue el responsable del cambio de estatutos de la Fundación Vizcaína Aguirre, y se redujo el porcentaje de alumnos beneficiados por ésta al 51 %. Los avatares del siglo habían mermado la capacidad financiera de la entidad, hasta el punto de hacer inviable que siguiera haciéndose cargo del 100 % de los gastos del centro. El cambio dirigido por Francisco de Icaza hizo posible continuar con la labor de La Comercial sin que perdiera su carácter benéfico.

### El padre Bernaola
Durante la guerra civil se suspendieron las clases en la Facultad, que pasó a ser hospital de prisioneros de guerra. Retomada la normalidad, en 1941 fue nombrado prefecto de estudios el padre Luis Bernaola. Conocedor de la realidad empresarial, amplió su prestigio y encauzó personalmente el porvenir de sus licenciados, que llegarían a ocupar cargos de responsabilidad en la economía y política españolas.
Bajo el mandato del padre Bernaola se creó el Instituto Internacional de Dirección de Empresas INSIDE en 1963, y La Comercial quedó integrada como Facultad de Ciencias Económicas y Empresariales en la Universidad de Deusto, a la que la Fundación Vizcaína Aguirre cedió terrenos y edificio con la condición de que en ellos se impartieran siempre estudios económicos.
En 1973, el Ministerio de Educación y Ciencia reconoció oficialmente el título impartido por La Comercial. Hasta entonces y desde 1940, los titulados de la Facultad debían examinarse también de Derecho en la Universidad de Valladolid para otorgar a sus títulos el rango de oficialidad. Los licenciados de 1978 fueron los primeros en poder optar al grado oficial de doctor de La Comercial.
Fallecido el padre Bernaola en 1981, tres años después fue creada en su memoria la Fundación Luis Bernaola, que desde entonces ha prestado apoyo a La Comercial en su misión de formar con excelencia futuros directivos de empresa.

### Nuevos tiempos

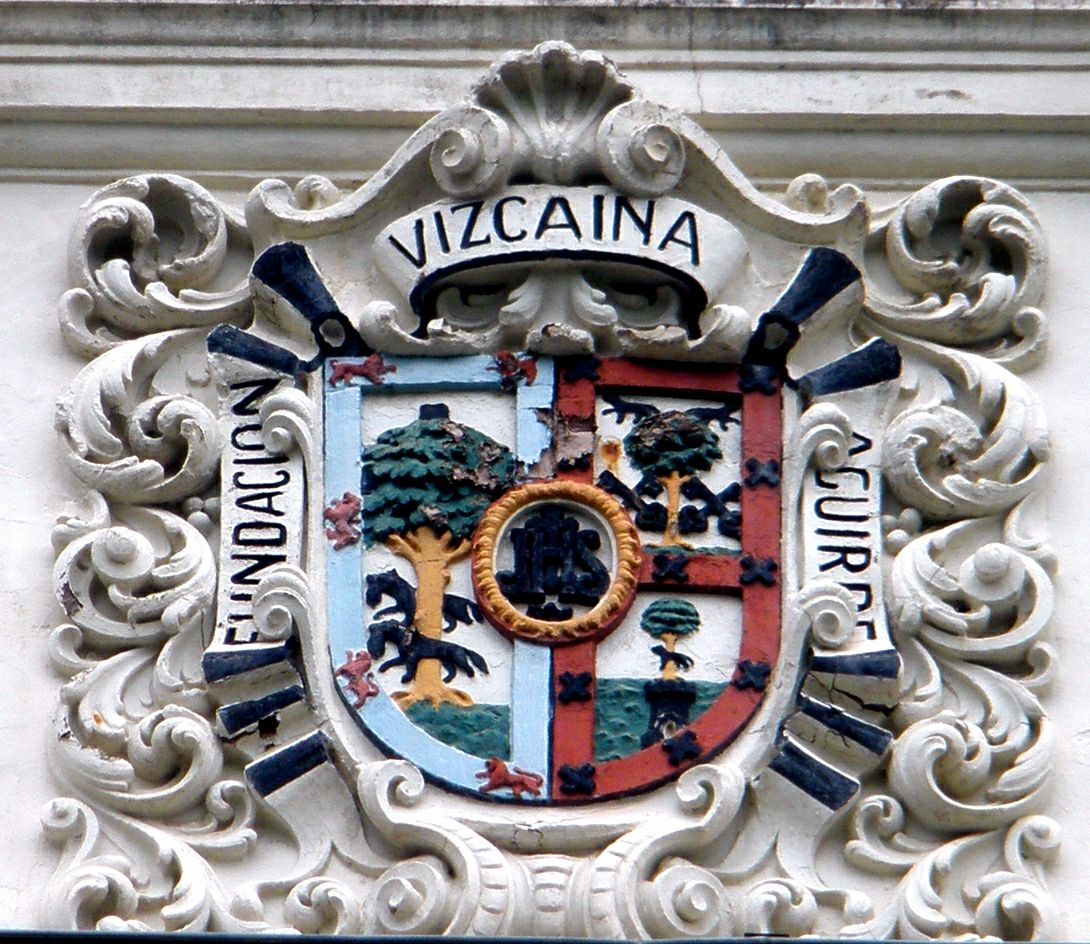
Escudo en el frontispicio de La Comercial

En el curso 1993-94 entró en vigor un nuevo plan de estudios con importantes modificaciones, Las asignaturas se midieron por primera vez en créditos, y se incluyó en el plan de estudios el programa de prácticas en empresas. En 1997 comenzó a ofrecerse la especialidad de Logística, propuesta y patrocinada por la Fundación Vizcaína Aguirre, y en 1999 se estableció la doble titulación (Licenciatura+MBA), para adaptar la alta carga de créditos de La Comercial a la legislación vigente. Frente a los 345 créditos oficiales, la Facultad ofrece 400,5, lo que da lugar a la doble titulación.
A partir de 2006, se imparten los estudios con una mirada puesta en Europa. El curso 2006-07 fue el primero programado al completo según el sistema europeo European Credit Transfer System (ECTS).

### Fusión
En 2009, año en el que la Universidad de Deusto adaptó sus titulaciones al Espacio Europeo de Educación Superior, se integró con la Escuela Superior de Técnicos de Empresa (ESTE) pasando a denominarse Facultad de Ciencias Económicas y Empresariales, y en 2010 se fusionó con la Deusto Business School, la escuela de negocios que la Universidad de Deusto había puesto en marcha en 2008 orientada a la formación de ejecutivos, adoptando este nombre.

## Antiguos alumnos
Entre sus alumnos, destacan:

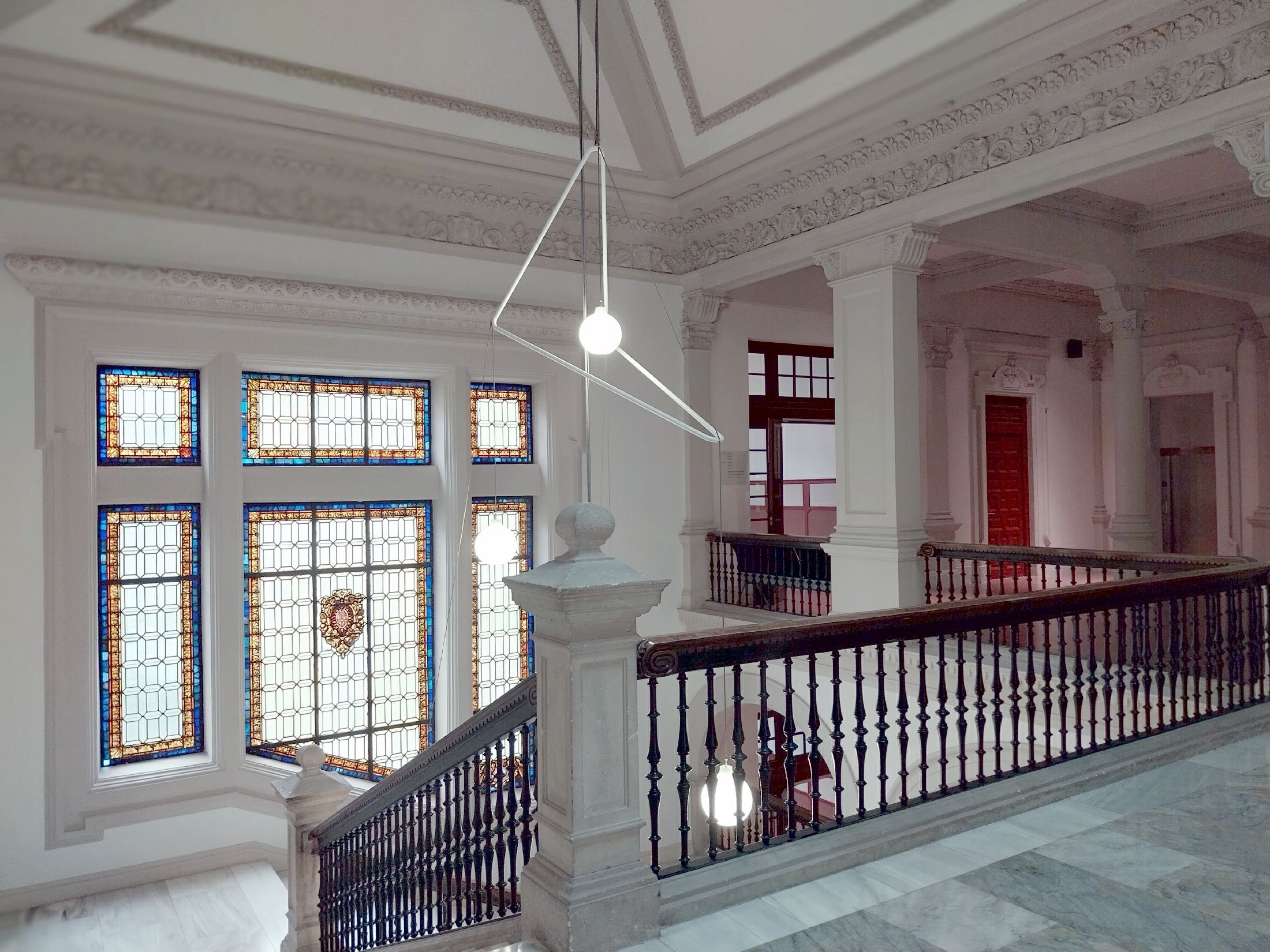
Interior del edificio

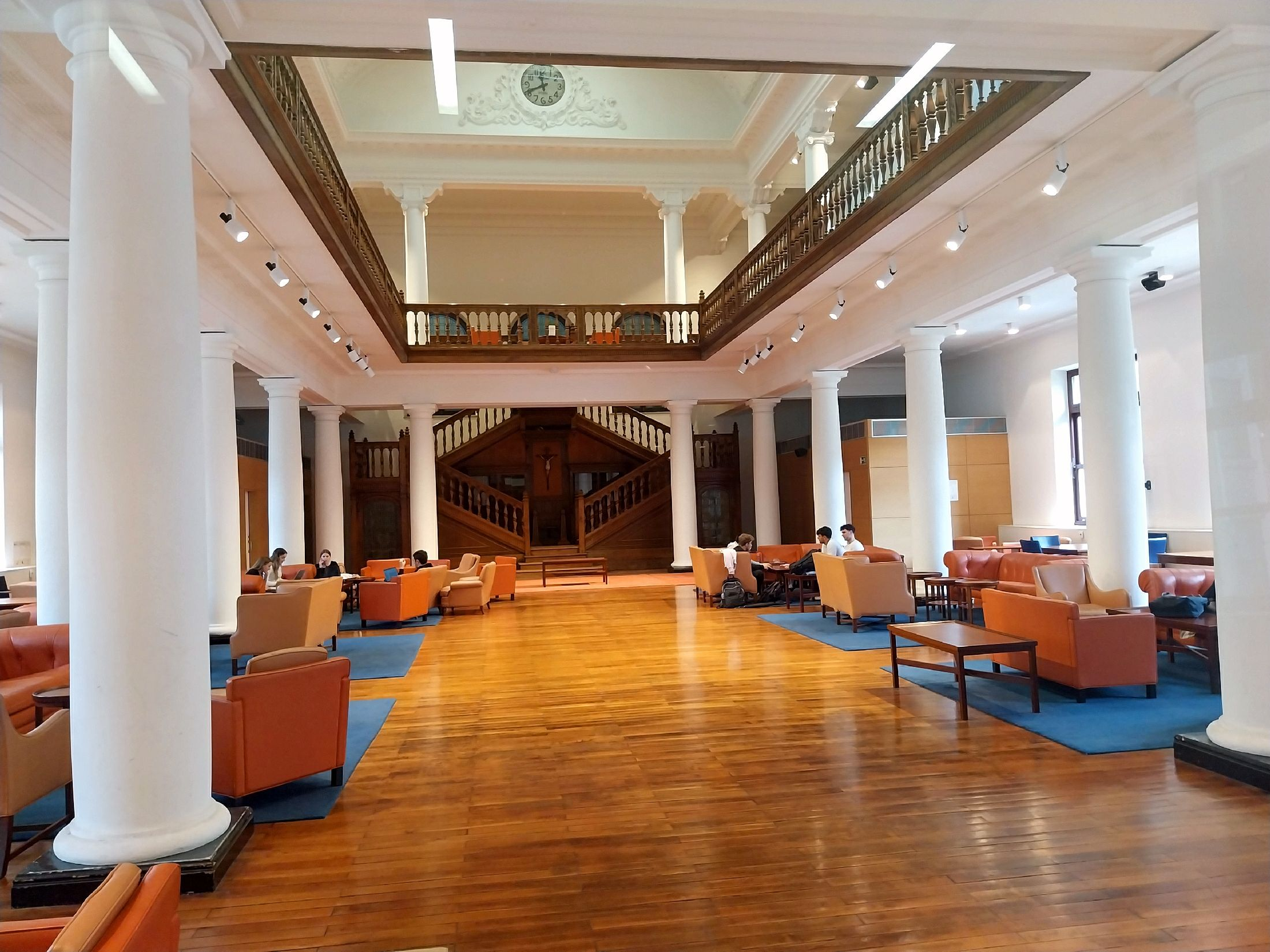
interior del edificio

- José Luis Aguirre Loaso (Pr. 1969). Presidente de Honor de Ibercaja.
- Joaquín Almunia (Pr. 1971). ExVicepresidente de la Comisión Europea, ExComisario Europeo de Asuntos Económicos y Monetarios, ExComisario Europeo de Competencia y exMinistro del Gobierno de España.
- Andrés Arizkorreta (Pr. 1978). Presidente Ejecutivo de CAF.
- Antón Arriola (Pr. 1989). Presidente de Kutxabank y novelista.
- Luis María Atienza (Pr. 1979). ExConsejero de Economía del Gobierno Vasco, exMinistro de Agricultura del Gobierno de España y ExPresidente de Red Eléctrica de España (REE).
- Joseba Barrena (Pr. 1981). Director general de Kutxabank y Consejero Delegado de Cajasur Banco.
- Emilio Botín. ExPresidente del Banco Santander.
- Luis Mª de Ybarra y Oriol (Pr. 1936). Exvicepresidente de Iberduero y del Banco de Vizcaya
- Carlos Delclaux (Pr. 1978). Presidente de Vidrala.
- Jose Elorrieta (Pr. 1974). ExSecretario General del sindicato ELA-STV.
- Amado Franco (Pr. 1969). ExPresidente de Ibercaja.
- Carlos Garaikoetxea (Pr. 1962). ExLehendakari del Gobierno Vasco.
- Alberto García Erauzkin (Pr. 1983). ExPresidente de Euskaltel.
- José Ignacio Goirigolzarri (Pr. 1977). ExConsejero Delegado del BBVA, exPresidente de Bankia y actual Presidente de CaixaBank.
- Javier Hernani (Pr. 1986). Consejero Delegado de Bolsas y Mercados Españoles.[7]
- Guillermo Ibáñez (Pr. 1969). ExDirector General de Bilbao Bizkaia Kutxa.
- Adolfo Plaza (Pr. 2001). Presidente de Laboral Kutxa
- Eduardo Ruiz de Gordejuela (Pr. 1992). Consejero Delegado de Kutxabank.
- Alfredo Sáenz Abad (Pr. 1965). ExVicepresidente y ExConsejero Delegado del Banco Santander.
- Olatz Saitua (Pr. 1991). Soprano de la Sociedad Coral de Bilbao.
- José Ángel Sánchez Asiain (Pr. 1949). ExPresidente del Banco de Bilbao.
- Ignacio Sánchez-Asiain (Pr. 1985). ExDirector General del BBVA y de Kutxabank.
- Jon Uriarte (Pr. 2001). Presidente del Athletic Club.
- Pedro Luis Uriarte (Pr. 1966). ExConsejero Delegado y Exvicepresidente del BBV.
- Gregorio Villalabeitia (Pr. 1974). ExPresidente de Kutxabank.
- Emilio Ybarra (Pr. 1959). ExPresidente del BBV.